# 97 Herculis
97 Herculis är en blåvit stjärna i huvudserien i Herkules stjärnbild.
Stjärnan har visuell magnitud +6,21 och är svagt synlig för blotta ögat vid mycket god seeing. Den befinner sig på ett avstånd av ungefär 760 ljusår.